# Понтиан (папа римский)
Понциан (лат. Pontianus; ? — октябрь 235) — епископ Рима с 21 июля 230 года по 28 сентября 235 года.

## Биография
Понтификат Понциана был относительно мирным в царствование императора Александра Севера и был отмечен осуждением Оригена на римском синоде, на котором Понциан председательствовал. В соответствии с историком церкви Евсевием Кесарийским, преемник Севера император Максимин Фракиец отменил политику терпимости к христианству. В 235 году Понциан и антипапа Ипполит Римский были арестованы и сосланы на рудники Сардинии, что рассматривалось как смертный приговор.
Чтобы выборы нового папы стали возможны, Понциан 28 сентября 235 года отрёкся от престола и умер в октябре того же года на острове Таволара. Папа Фабиан перевёз тела Понциана и Ипполита в Рим в 236 или 237 году и похоронил их в папском склепе в Катакомбах Святого Каллиста на Аппиевой дороге. Могильная плита Понциана была обнаружена в 1909 году и имела надпись на греческом: Ποντιανός Επίσκ (Pontianus Episk). Надпись «MARTUR» («мученик») была добавлена другой рукой. Дни памяти у католиков — 19 ноября и 13 августа.